# Airport Heights
Airport Heights è un census-designated place (CDP) degli Stati Uniti d'America della contea di Starr nello Stato del Texas. La popolazione era di 161 abitanti al censimento del 2010.

## Geografia fisica
Airport Heights è situata a 26°24′31″N 98°50′12″W (26.408735, -98.836695).
Secondo lo United States Census Bureau, il CDP ha una superficie totale di 0,1 km², dei quali 0,1 km² di territorio e 0 km² di acque interne (0% del totale).

## Società

### Evoluzione demografica
Secondo il censimento del 2010, la popolazione era di 161 abitanti.

### Etnie e minoranze straniere
Secondo il censimento del 2010, la composizione etnica del CDP era formata dal 99,38% di bianchi, lo 0% di afroamericani, lo 0% di nativi americani, lo 0% di asiatici, lo 0% di oceanici, lo 0% di altre razze, e lo 0,62% di due o più etnie. Ispanici o latinos di qualunque razza erano il 99,38% della popolazione.